# 간유

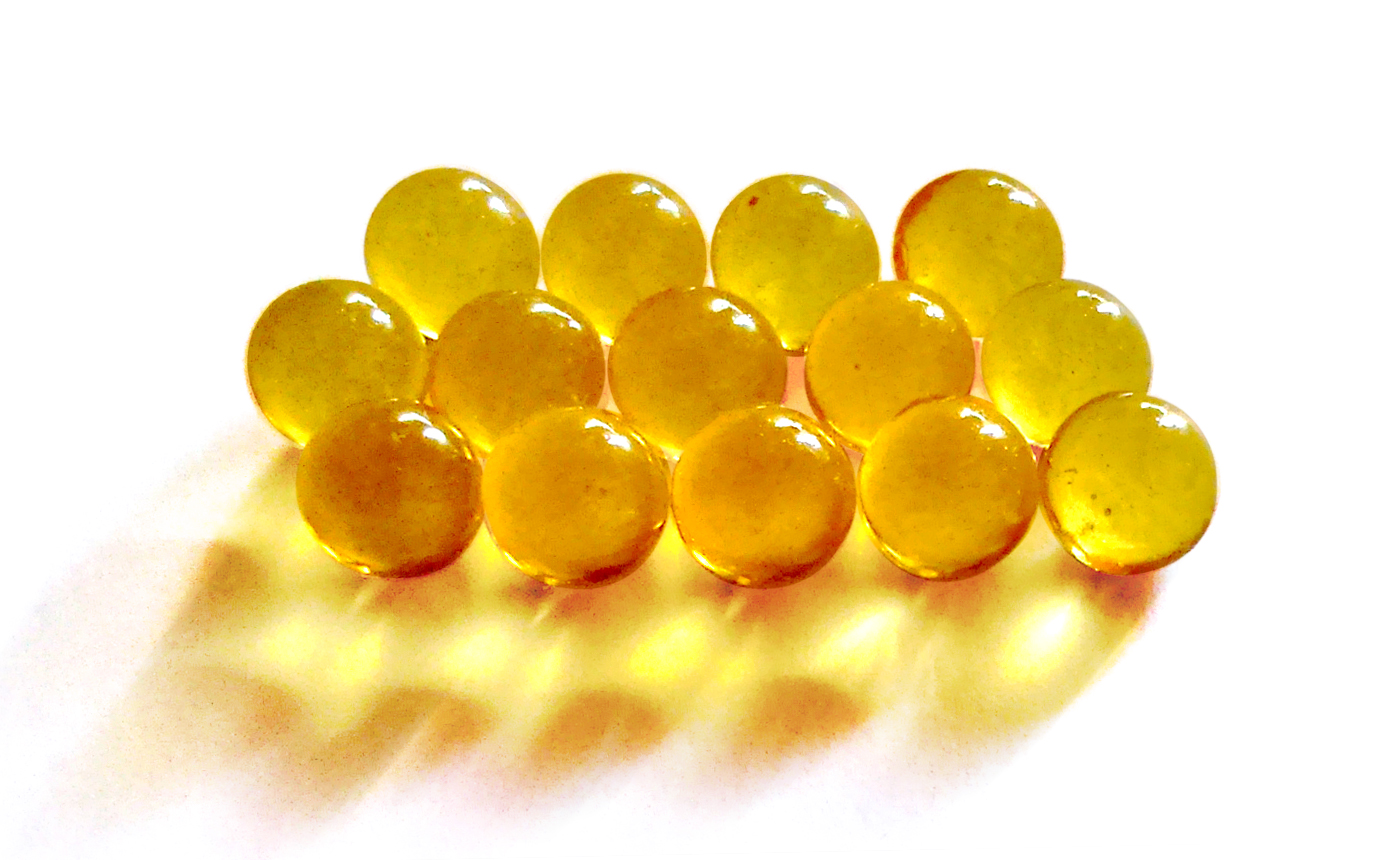
간유 캡슐

간유(肝油, 영어: Cod liver oil)는 대구과의 생선에서 추출한 노란 기름으로, 대표적인 동물성 보조 식품이다. 오메가-3 지방산·에이코사펜타엔산(EPA)·도코사헥사엔산(DHA)·비타민 A·비타민 D를 풍부하게 함유하고 있다. 요리하는 데도 쓰이지만, 서구권에서는 구루병을 예방하기 위해 아이들에게 권장하는 식품이었다.